# Băile Govora
Băile Govora ist eine Kleinstadt und ein Kurort im Kreis Vâlcea in der historischen Region Walachei in Rumänien.

## Lage
Băile Govora liegt im südlichen Vorland der Transsilvanischen Alpen, in einem rechten Seitental des Flusses Olt. Die Kreishauptstadt Râmnicu Vâlcea befindet sich etwa 15 km nordöstlich.

## Geschichte
Die heutige Stadt entstand in der zweiten Hälfte des 19. Jahrhunderts, als 1864 das einige Kilometer talabwärts gelegene Kloster Govora säkularisiert wurde. Die seit längerer Zeit bekannte therapeutische Wirkung der hier entspringenden Quellen sollte für touristische Zwecke genutzt werden. Zunächst erholten sich hier Veteranen der rumänischen Armee. 1889 wurde Băile Govora offiziell als Kurort gegründet. Behandelt wurden vor allem rheumatische Erkrankungen und Gicht. Weitere Indikationen wurden Atemwegs-, gynäkologische und neurologische Erkrankungen. Während des Ersten Weltkrieges besetzten deutsche Soldaten den Ort und konfiszierten einige Wertgegenstände. Zwei Jahre nach dem Krieg wurden die Kuranlagen wieder eröffnet; 1927 erhielt Băile Govora den Status einer Stadt. Auch der Zweite Weltkrieg unterbrach die Entwicklung des Kurortes. 1948 – nach der kommunistischen Machtübernahme in Rumänien – wurden die Kuranlagen verstaatlicht. Weitere Hotels eröffneten; die Zahl der Kurgäste stieg rasch an (40.000 im Jahr 1980).
Nach der Revolution 1989 und der grundlegenden Änderung der wirtschaftlichen Verhältnisse wurden zahlreiche Kuranlagen und Hotels rekonstruiert und neue errichtet.  Der wichtigste Erwerbszweig ist weiterhin der Tourismus.

## Bevölkerung
1930 lebten auf dem Gebiet der heutigen Stadt etwa 900 Bewohner. Bei der Volkszählung 2002 wurden in Băile Govora 2868 Einwohner gezählt, darunter 2838 Rumänen und 21 Roma.

## Verkehr
Băile Govora verfügt über keinen Bahnanschluss. Es bestehen regelmäßige Busverbindungen nach Râmnicu Vâlcea, Pitești und Bukarest.

## Sehenswürdigkeiten
- Kuranlagen (Ende 19./Anfang 20. Jahrhundert)
- Kloster Govora (15. Jahrhundert, etwa 6 km entfernt)